# Macracanthopus seydeli
Macracanthopus seydeli är en bönsyrseart som beskrevs av Roger Roy 1995. Macracanthopus seydeli ingår i släktet Macracanthopus och familjen Mantidae. Inga underarter finns listade i Catalogue of Life.